# Marujita Díaz
Maria del Dulce Nombre Díaz Ruiz, conhecido como Marujita Díaz (Sevilha, 27 de abril de 1931 - Madrid, 23 de junho de 2015 ), é uma atriz e cantora espanhola que alcançou sucesso notável no anos 50 e 60 do século XX.

## Filmografia
- 1980: La Reina De La Isla De Las Perlas
- 1977: Deseo carnal (película)
- 1976:  El avispero
- 1975: Canciones de nuestra vida
- 1973:  La Boda o la vida
- 1971: Carmen Boom
- 1971: Las amantes del diablo
- 1965: La pérgola de las flores  (1º Premio a la mejor película argentina de 1965 )
- 1964:  Visitando A Las Estrellas
- 1963: Lulú (película)
- 1963: El globo azul,
- 1963: La casta Susana (película de 1962),
- 1962: La mujer de tu prójimo, (Productora)
- 1962: Han robado una estrella,
- 1962: Abuelita Charlestón,
- 1961: La cumparsita (película), Canción de arrabal
- 1960: Tres angelitos negros ,
- 1960: La corista,
- 1960: Pelusa,   (Premio Nacional del Sindicato del Espectáculo a la mejor actriz)
- 1959: 'Y después del cuplé,
- 1957: El genio alegre (película), Gioventù disperata
- 1957: Ángeles sin cielo,
- 1956: Polvorilla,
- 1955: El ceniciento,
- 1955: 'Good Bye, Sevilla (Adiós, Sevilla),
- 1953: El pescador de coplas,
- 1953: Puebla de las mujeres,
- 1952: Aventuras y desventuras de Eduardini,
- 1951: Una cubana en España, De Luis Bayón Herrera
- 1951: Surcos (película), 1951
- 1951: Andalousie,
- 1950: El sueño de Andalucía,
- 1949: La Aventura de Esparadrapo,  (Voz)
- 1949: La Revoltosa,
- 1949: El Rey de Sierra Morena,
- 1948: La cigarra,